# Nesluša
Nesluša é um município da Eslováquia, situado no distrito de Kysucké Nové Mesto, na região de Žilina. Tem 25,48 km² de área e sua população em 2018 foi estimada em 3.140 habitantes.

## Demografia
| Ano:        | 1994 | 2004   | 2014   | 2024   |
| ----------- | ---- | ------ | ------ | ------ |
| Broj ljudi: | 3228 | 3247   | 3156   | 3191   |
| Razlika:    |      | +0,58% | -2,80% | +1,10% |

| Ano:               | 2023 | 2024   |
| ------------------ | ---- | ------ |
| Número de pessoas: | 3210 | 3191   |
| Diferença:         |      | -0,59% |